# Calamity Anne's Dream
Calamity Anne's Dream è un cortometraggio muto del 1913. Il nome del regista non viene riportato nei credit del film.

## Trama
Calamity Anne si addormenta dopo aver letto avidamente un libro illustrato sulle isole abitate dai cannibali. Nel sonno, comincia a fare dei sogni tumultuosi: dopo un naufragio, si salva su un'isola dove viene venerata come un idolo. È protagonista di una serie di avventure, giungendo a salvare un'indigena e il suo bambino. Mentre sta fuggendo su una barca a remi, si sveglia e si accorge di aver sparato per autodifesa con la sua calibro 11.

## Produzione
Il film fu prodotto dall'American Film Manufacturing Company come Flying A.
È il penultimo di una serie di dodici cortometraggi di genere western dedicati al personaggio di Calamity Anne, interpretata da Louise Lester.

## Distribuzione
Distribuito dalla Mutual Film, il film - un cortometraggio in una bobina - uscì nelle sale cinematografiche USA il 22 novembre 1913.